# Humberto González
Humberto González (25 de marzo de 1966), también conocido como la Chiquita, es un excampeón mundial de boxeo profesional mexicano. Ocupó tres veces los títulos del CMB, la FIB y el peso mosca lineal junior.

## Carrera profesional
González hizo su debut en el boxeo profesional el 4 de septiembre de 1984 en la Ciudad de México con una victoria por decisión en cuatro asaltos sobre Jorge Ortega Pérez.
- Datos: Q686726